# Xã Lee, Quận Platte, Missouri
Xã Lee (tiếng Anh: Lee Township) là một xã thuộc quận Platte, tiểu bang Missouri, Hoa Kỳ. Năm 2010, dân số của xã này là 608 người.